# Sarah Webster Fabio
Sarah Webster Fabio (20 de gener de 1928 a Nashville, Tennessee – 7 de novembre de 1979) fou una poeta, mestra i crítica literària afroamericana estatunidenca relacionada amb el Moviment de les Arts Negre.

## Infància, joventut i educació
Sarah Webster va néixer a Nashville, Tennessee. Fou filla de Thomas Webster i Mayme Louise Storey Webster.
Va començar a escriure quan estudiava a l'institut. Va cursar estudis universitaris a la Universitat Spelman, tot i que no s'hi va graduar. Es va graduar a la Universitat Fisk de Nashville. Allà va estudiar poesia i va tenir com a professora Arna Bontemps. Llavors es va casar amb l'estudiant d'odontologia i es va canviar el seu cognom a Fabio.
La parella va tenir cinc fills mentre. Després van anar a viure a Alemanya uns anys abans de retornar a Wichita, Kansas.

## Universitat Merritt
El 1965 Sarah Fabio va obtenir el màster en arts del llenguatge a la Universitat Estatal de San Francisco. Poc després va començar a exercir de professora de la Universitat Meritt d'Oakland, Califòrnia. Aquesta universitat fou molt activa en el moviment pels drets civils dels afroamericans. Maulana Karenga, Bobby Seale i Huey Newton foren alguns dels seus estudiants
La poesia de Fabio de seguida fou associada amb el Moviment de les Arts Negre, que l'identifica com una autora de literatura afroamericana.

## Poesia
Mentre fou professora del Merritt College, Fabio va engrandir la seva obra poètica, combinant estils occidentals amb narrativa negre i realisme. El 1966 va llegir la seva poesia al Primer Festival Mundial d'art Negre a Dakar, Senegal. Fou lectora del California College of Arts and Crafts i la Universitat de Califòrnia a Berkeley. Allà va contribuir a crear-hi el departament d'estudis negres..
Va escriure diverses col·leccions de poesia i de prosa. També ha gravat quatre àlbums de lectures poètiques per la companyia Folkways Records. Les seves gravacions es poden trobar en la col·lecció en línia "Smithsonian Folkway. La seva sèrie de set volums Rainbow Signs és considerada com una de les seves obres més importants.

## Vellesa i defunció
El 1972 es va divorciar del seu marit i fou professora a la Universitat Oberlin fins al 1974. Mentre estava estudiant el seu doctorat en estudis afroamericans a la Universitat de Iowa el 1976 i ensenyava Universitat de Wisconsin va ser diagnosticada de càncer de còlon. Sarah va morir el 7 de novembre de 1979 als 51 anys.

## Llegat
La seva filla Cheryl Fabio va produir la pel·lícula documental sobre la seva vida i obra, Rainbow Black: Poet Sarah W. Fabio, que fou la seva tesi de màster en comunicació a la Universitat Stanford el 1976. El 2012, El Centre de Pel·lícules Negres de la Universitat d'Indiana va obtenir una beca de la Fundació per la Preservació de Films Nacional dels Estats Units per a preservar el film.

### Obres notables
- Saga of a Black Man (1968)
- Mirror, a Soul (1969)
- Black Talk: Shield and Sword (1973)
- Dark Debut: Three Black Women Coming (1966)
- Return of Margaret Walker (1966)
- Double Dozens: An Anthology of Poets from Sterling Brown to Kali (1966)
- No Crystal Stair: A Socio-Drama of the History of Black Women in the U.S.A. (1967)
- Rainbow Signs (1973) the Seven Volume Series of poetry books(Black Back, Back Black; Boss Soul; My Own Thing; JuJus and Jubilees; Together to the Tune of Coltrane; Soul Aint Soul is; and JuJus: Alchemy of the Blues)